# Moenkhausia takasei
Moenkhausia takasei is een straalvinnige vissensoort uit de familie van de karperzalmen (Characidae). De wetenschappelijke naam van de soort is voor het eerst geldig gepubliceerd in 1964 door Géry.